# Richard Hastings
Richard Cory Hastings (Prince George, 18 maggio 1977) è un ex calciatore canadese, di ruolo difensore.

## Palmarès

### Club
- Scottish Third Division: 1

Inverness: 1996-1997

### Nazionale
- Gold Cup: 1

2000